# 13433 Фелпс
13433 Фелпс (13433 Phelps) — астероїд головного поясу, відкритий 3 листопада 1999 року.
Тіссеранів параметр щодо Юпітера — 3,515.